# Angianthus cunninghamii
Angianthus cunninghamii là một loài thực vật có hoa trong họ Cúc. Loài này được (DC.) Benth. mô tả khoa học đầu tiên năm 1867.